# Куарто д'Алтино
Куа̀рто д'Алтѝно (на италиански: Quarto d'Altino; на венециански: San Micel del Quarto, Сан Мичел дел Куарто) е градче и община в Северна Италия, провинция Венеция, регион Венето. Разположено е на 4 m надморска височина. Населението на общината е 8292 души (към 2014 г.).